# Tomás Macieres
Tomás Macieres   (Villaescusa de Ecla, 22 de desembre de 1624 - Madrid, 1667) fou un músic espanyol del segle xvii, el nom del qual apareix escrit de maneres diferents, Misieres o Misieus. El 1650 succeí Vicente García en el magisteri de la catedral de Toledo. Segons Ambrosio Pérez, fou també mestre de capella de Salamanca, doctor en aquella universitat i autor d'una gran Missa de Rèquiem. Però podria ser que aquest compositor al que es refereix, fos un altre personatge distint, ja que l'anomena Macieses o Micieres.